# Лагерь № 380
Лагерь № 380 — транзитный лагерь репатриации
военнопленных японцев в бухте Находка, в Приморском крае. Находился в ведении органов репатриации.
В 1947 году военнопленные японцы поступали в лагерь № 380 из лагерей МВД. Согласно Донесению о количестве эшелонов военнопленных и интернированных японцев, поступивших из Монголии в 380-й транзитный лагерь в Находке от 9 февраля 1948 года, первый эшелон прибыл в Находку 27 октября 1947 года. Эшелоны прибывали на станцию Находка (октябрь—ноябрь 1947 года).
Многие репатриированные японцы в своих воспоминаниях особенно выделяют лагерь в бухте Находка. По воспоминания Акасики Тадаси, «заместитель начальника лагеря Кандинов, заместитель начальника по политической части Генералов относились к нам с отцовской любовью и искренностью». В лагере были хорошо оборудованные комнаты, налажено питание и медицинское обслуживание. Снэгава Сиро вспоминал, что «честная и любезная работа начальника лагеря, его помощника тронула нас до глубины души и сгладила неприятности прошедших трёх лет. Питание здесь наилучшее и отличается от г. Хабаровска».
Для прибывающих из Китая Управлением по делам репатриации в качестве транзитного пункта первоначально был намечен лагерь № 380, где содержались японские военнопленные. Позднее, по предложению секретаря Приморского обкома ВКП(б) Органова, они стали размещаться в транзитном городке Дальстроя в бухте Находка, который находился в ведении МВД СССР.